# Pantà de la Baells
El pantà de la Baells és un embassament que pertany al riu Llobregat, creat per una presa situada al municipi de Cercs, que s'estén pels termes de Cercs, La Quar i Vilada, a la comarca del Berguedà.
L'objectiu de la presa és regular la conca alta del riu Llobregat, abastar l'aigua de l'àrea metropolitana de Barcelona, i també fer energia hidroelèctrica. Des de fa unes dècades, constitueix un punt d'atracció turístic, amb els esdeveniments esportius que es fan durant l'estiu, com el Festival de La Baells.
És una presa de volta gruixuda de doble curvatura, que es va inaugurar el 17 de febrer de l'any 1976. Per fer la presa s'utilitzà formigó que conté còdols de diverses mides i, per a alguns acabats, s'utilitzà formigó armat.
S'hi pot practicar rem, tir amb arc i paintball. El Museu de les Mines de Cercs ofereix una visita guiada a l'interior de la presa.

## Història
El 1976 la seua construcció finalitzà després de ser iniciada el 1970, per ordre del govern espanyol i la Confederación Hidrográfica del Pirineo Oriental, seguint la sol·licitud feta el 1947 per part dels usuaris del riu Llobregat. Aquesta construcció seguia els interessos de l'abastiment d'aigua per a Barcelona i el seus voltants metropolitans, i regular el cabal del riu per a garantir recs i aprofitaments industrials de les persones que hi viuen més avall. L'embassament suposà que els pobles de Miralles, la Baells i Sant Salvador de la Vedella —els tres del municipi de Cercs— quedaren enfonsats.
El 2002 els berguedans reivindicaren interessos propis sobre l'embassament, i van fer que eixe any se celebrara el Festival del Riu, que més tard s'anomenà Festival de la Baells. L'Agència Catalana de l'Aigua reformà el festival fent que durara, en comptes d'un cap de setmana, des de mitjans de juny fins a mitjans de setembre. El 2015 la Via blava de La Baells fou integrada al projecte de Vies Braves de la Costa Brava.

## Dades
- Aigua embassada (2008): 106 hm³[8]
- Aigua embassada (2009): 92 hm³[8]
- Aigua embassada (2015): 115 hm³[9]

## Galeria

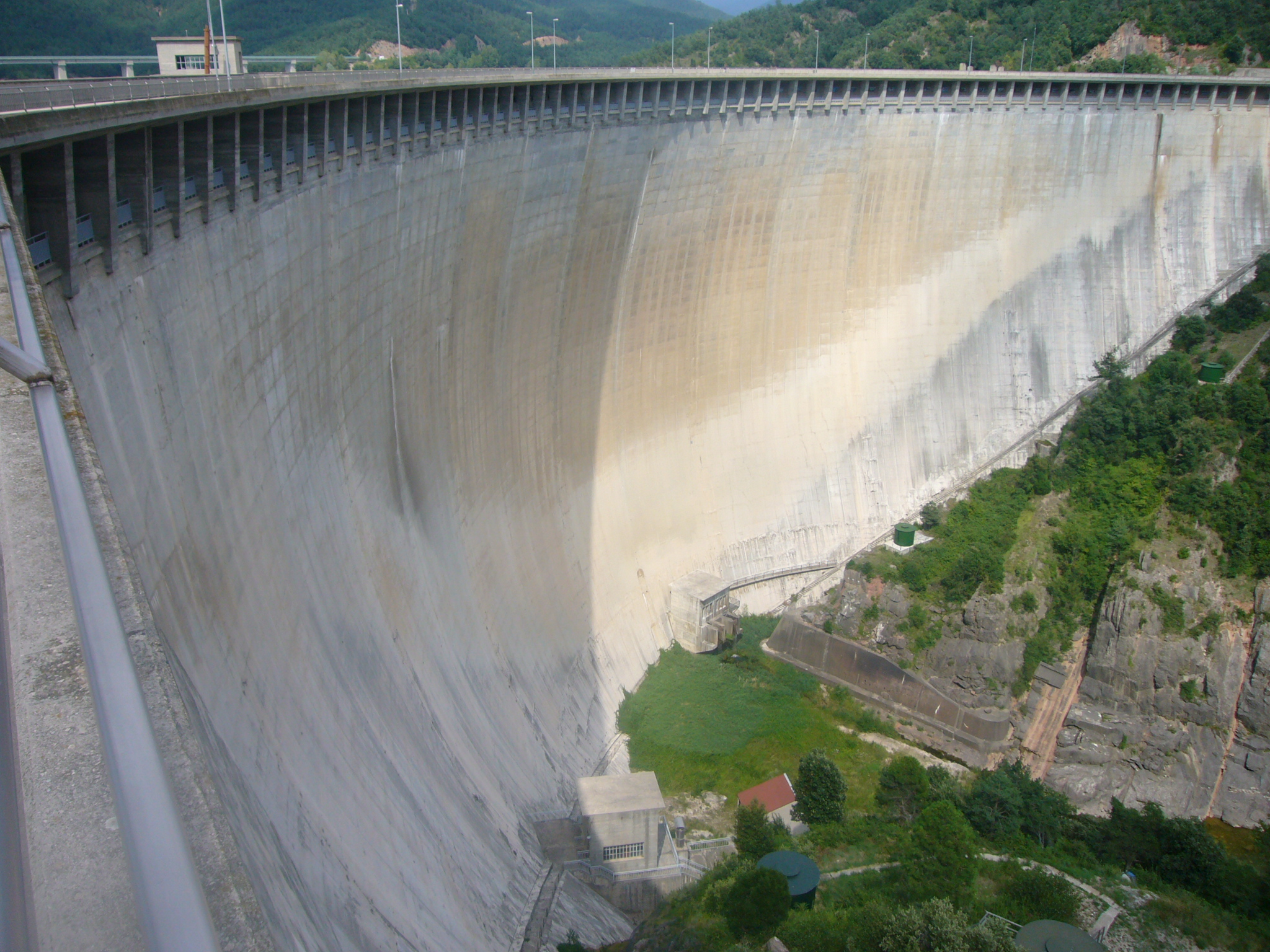
Vista de la doble curvatura de la Baells
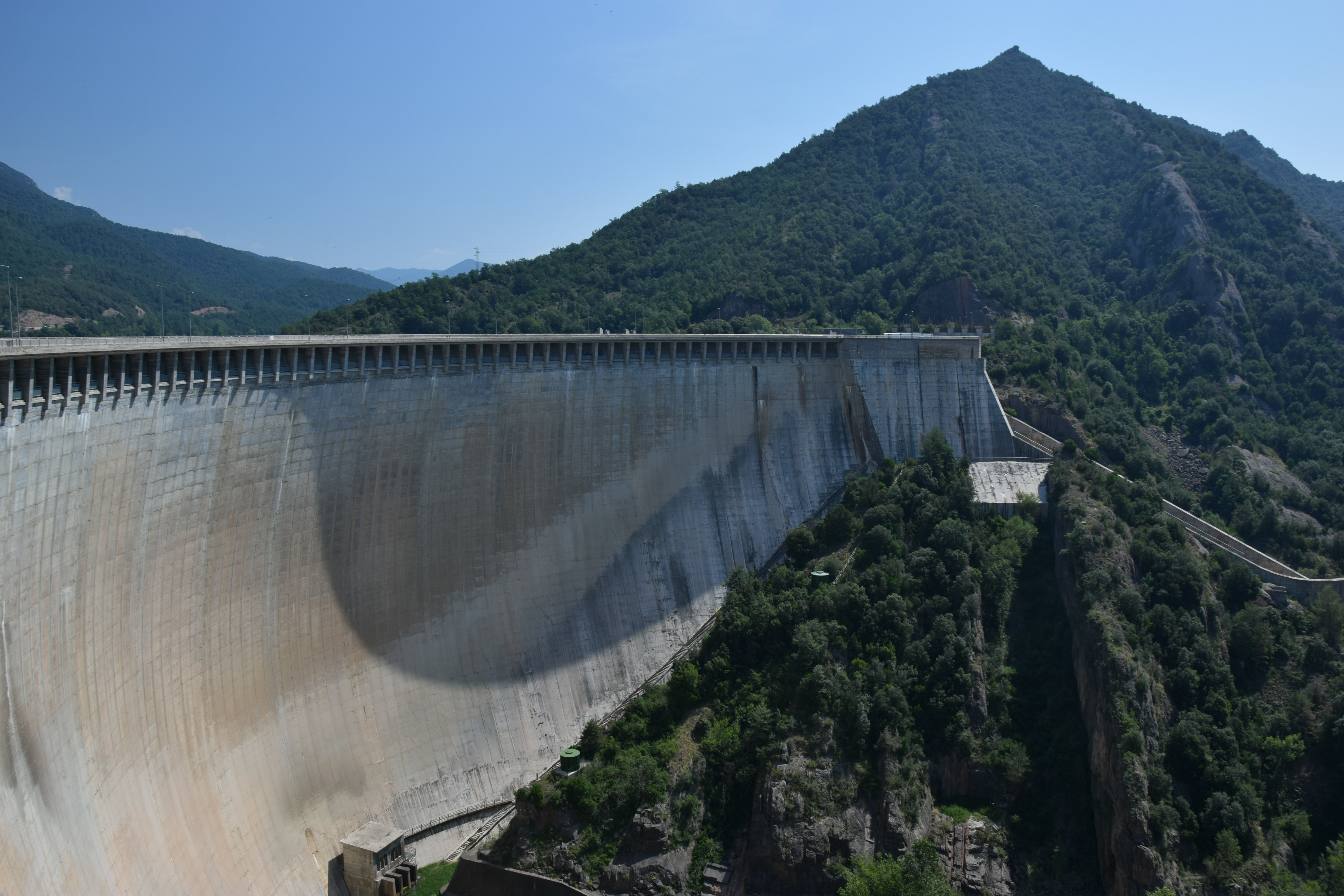
Presa de la Baells
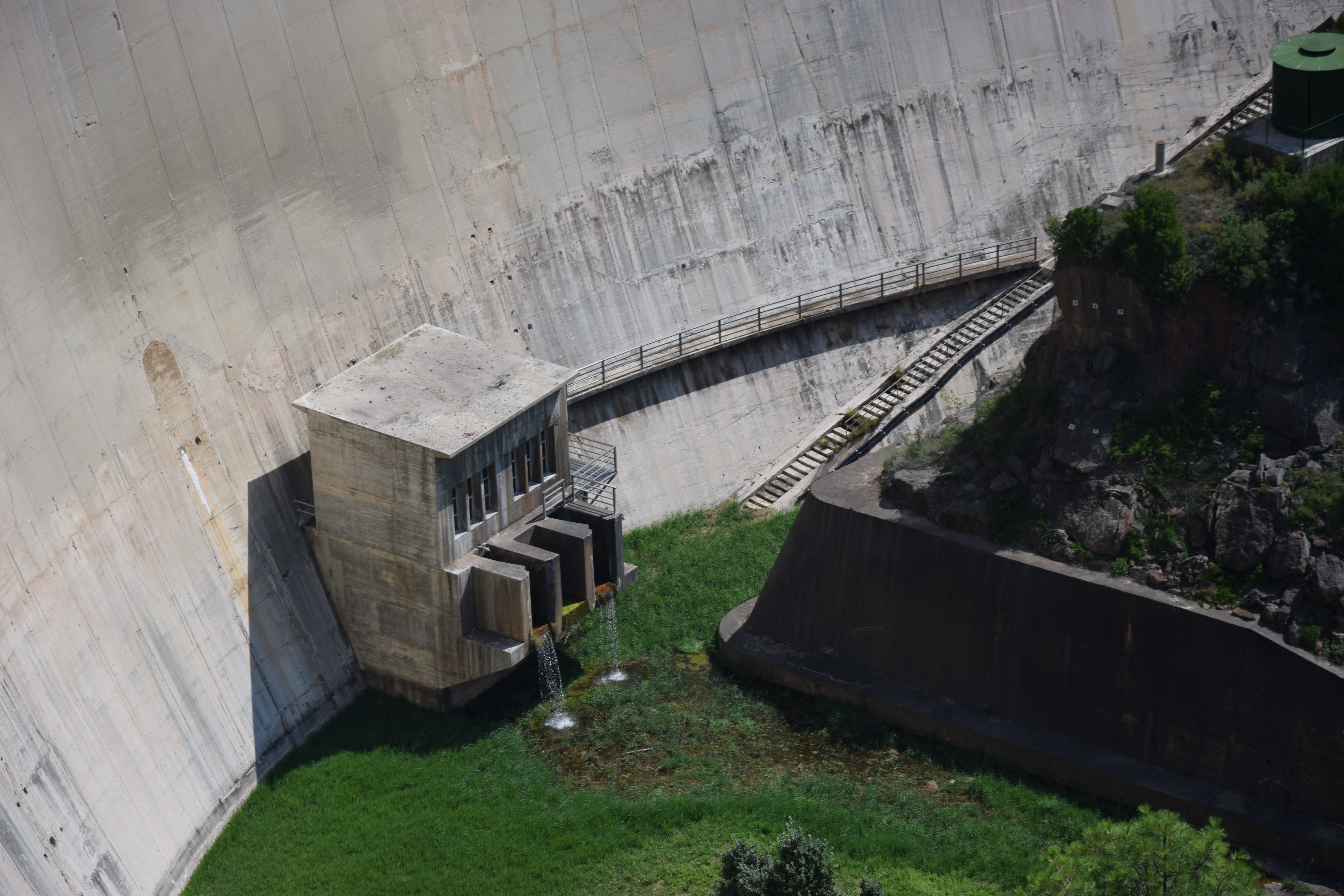
Presa de la Baells